# Usoj

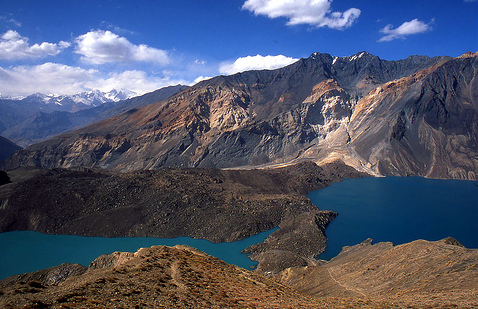
Osuwisko Usoj; po prawej Jezioro Sareskie, po lewej mniejsze jezioro Szadau, którego wody mają połączenie z wodami Jeziora Sareskiego

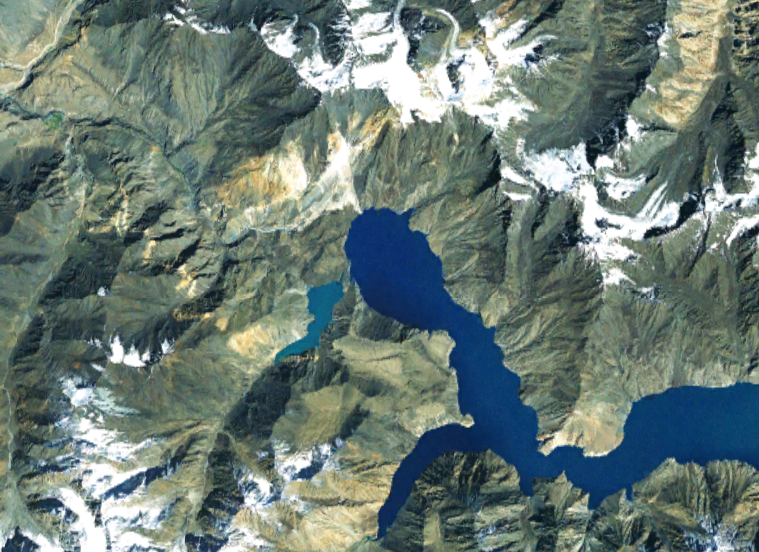
Fotografia satelitarna: widoczne ciemnoniebieskie wody Jeziora Sareskiego i jaśniejsze – jeziora Szadau; nad nim po lewej widać zawał osuwiska Usoj i zarysowującą się linię odpływu wód z jeziora

Usoj – osuwisko skalne we wschodnim Tadżykistanie, w dolinie płynącej w górach środkowego Pamiru rzeki Bartang, powstałe w wyniku trzęsienia ziemi o intensywności szacowanej na 9 stopni w skali Mercallego (ok. 7,4 w skali Richtera), które nastąpiło 18 lutego 1911 r. o godz. 23:31 czasu miejscowego.
Osuwisko o łącznej objętości szacowanej na 2,2 km³ i wysokości sięgającej 700 metrów zasypało między innymi wioskę Usoj (od niej wzięło swą nazwę), zabijając wszystkich w niej wówczas przebywających – około 90 osób; przegrodziło też płynącą w dolinie rzekę rozpoczynając proces powstawania Jeziora Sareskiego.
Powstała naturalna zapora wodna, której wysokość wynosi 567 m, długość 5 km, szerokość 3,2 km i powierzchnia 10,8 km². Jest to najwyższa zapora na świecie (biorąc pod uwagę zarówno obiekty naturalne, jak i wytworzone przez człowieka). Przez kilka następnych lat przegroda uniemożliwiała przepływ rzeki Bartang, której wody stopniowo się podnosiły tworząc naturalne bezodpływowe jezioro zaporowe. W kwietniu 1914 ciśnienie napierających na skały osuwiska wód jeziora spowodowało, że dostrzeżono strumień przesączający się u jego podnóża; w ciągu następnych lat poziom jeziora podnosił się tak, że osiągnął 3263 m n.p.m. (przy maksymalnej głębokości ok. 505 metrów) i względnie stabilną równowagę ilości wody wpływającej do jeziora oraz przesączającej się przez osuwisko. Część gromadzącej się powyżej osuwiska wody tworzy mniejsze jezioro Szadau, położone na południowy zachód od Jeziora Sareskiego i odgrodzone od niego mniejszą barierą gruzu skalnego.
Geolodzy różnią się między sobą w ocenie stabilności osuwiska i grożących w tym rejonie niebezpieczeństw. Trwają też dyskusje nad możliwością zabezpieczenia się przed katastrofą, np. przez budowę zapory sztucznej, która jednocześnie dawałaby możliwość wykorzystania zakumulowanych przez sto lat wód (szacowanych na ok. 17 km³) do produkcji energii elektrycznej.